# Peter Bichsel

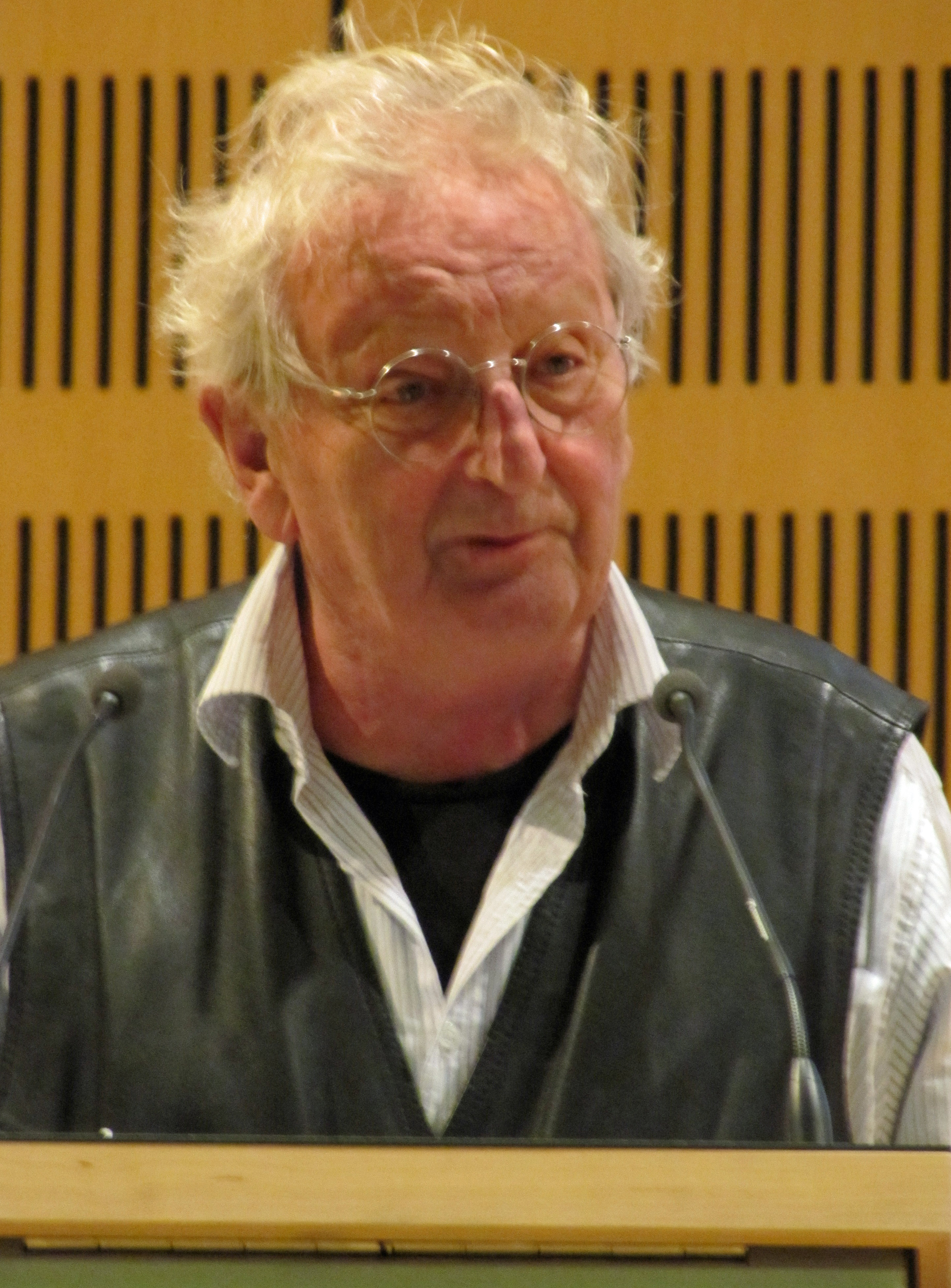
Peter Bichsel (2012)

Peter Bichsel (24. března 1935 Luzern – 15. března 2025 Zuchwill) byl švýcarský spisovatel, původní profesí učitel.

## Biografie
Narodil se 24. března 1935 v Lucernu jako syn řemeslníka. Absolvoval studium s aprobací učitele pro základní školu. Jako Primalehler pracoval až do roku 1968. V roce 1956 se oženil s herečkou Therese Spörri, se kterou měl dceru a syna.  
Po malých prvotinách především z oblasti lyriky, které vycházely v novinách, se roku 1960 objevila jeho první próza v podobě soukromého tisku.V zimě na přelomu let 1963- 1964 se účastnil kurzu psaní prózy. O tomto kurzu svědčí svazek dokumentace a také společenský román Das Gästehaus.
V roce 1970 opustil spolu s dalšími 21 známými autory švýcarský spolek spisovatelů. V letech 1974–1981 byl osobním poradcem švýcarského politika, poslance Williho Ritscharda. Podílel se na založení skupiny Olten.
Je členem Akademie umění v Berlíně a také členem Německé akademie pro jazyk a literaturu v Darmstadtu. Jeho literární odkaz se nachází ve švýcarském literárním archivu v Bernu.
Peter Bichsel dnes patří k nejznámějším švýcarským spisovatelům, bývá často překládán do jiných jazyků. V českém jazyce se můžeme setkat např. s knihou Jahreszeiten, která byla Jitkou Bodlákovou přeložena jako Roční doby, a nebo Kindergeschichten přeloženy Petrou Koryčánkovou jako Povídání pro děti.
Kritici ho označují za mistra malých forem. Ve skutečnosti psal Bischel většinou malé krátké povídky v jednoduchém jazyce. Svými povídkami se snažil přivést čtenáře k reflexi o malých a často přehlížených detailech každodenního života.

### Přehled děl v originále (výběr)
Eigentlich möchte Frau Blum den Milchmann kennenlernen je první a nejznámější titul prózy a zároveň malá forma Bichselových povídek.
Ještě útlejší knihou, která je však stejně úspěšná jsou Kindergeschichten (Dětské příběhy). Jedná se o sedm příběhů pro děti všech věkových kategorií a pro čtenáře, kteří se nepřestali ptát „co by bylo kdyby?“

### České překlady
- Povídání pro děti. 1. vyd. Brno: Host, 2006. 70 S. Překlad: Petra Koryčánková[3]
- Roční doby. 1. vyd. Praha: Odeon, 1970. 102 S. Překlad: Jitka Bodláková

## Ocenění
Za svůj život obdržel několik významných literárních ocenění:
- 2011 – Solothurnská literární cena
- 1999 – Cena Gottfrieda Kellera
- 1986 – Cena Johanna Petera Hebela